# Regno di Gwerthrynion

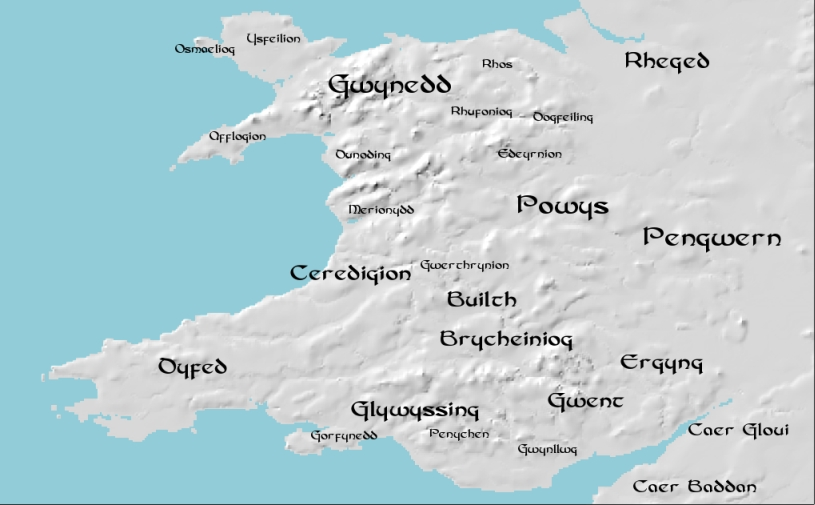
Galles nel V secolo

Il Gwerthrynion si trova a nord di Buellt, collocato nel Galles centrale (regione dell'Inghilterra). Nel V secolo faceva parte dei possedimenti del re supremo di Britannia Vortigern. In seguito divenne un regno dipendente del Buellt. Dagli inizi del IX secolo cessò di esistere e fu inglobato prima nel regno di Seisyllwg e poi in quello del Deheubarth.